# 聯邦土地發展局聯足球俱樂部
聯邦土地發展局聯足球俱樂部（英文：Felda United FC，可简称为联土局聯）是马来西亚的一家足球会，于2007年成立，现时参与马来西亚首要足球联赛。

## 球會榮譽
马来西亚首要足球联赛
- 2010年 冠军
- 2014年 亚军

马来西亚足总杯
- 2014年 亚军

## 主球場
联土局联主场设立在彭亨州的敦阿都拉萨体育馆，能容纳2万5千人。这球场也是马来西亚唯一一个采用人造草皮的球场。